# Joe Casey

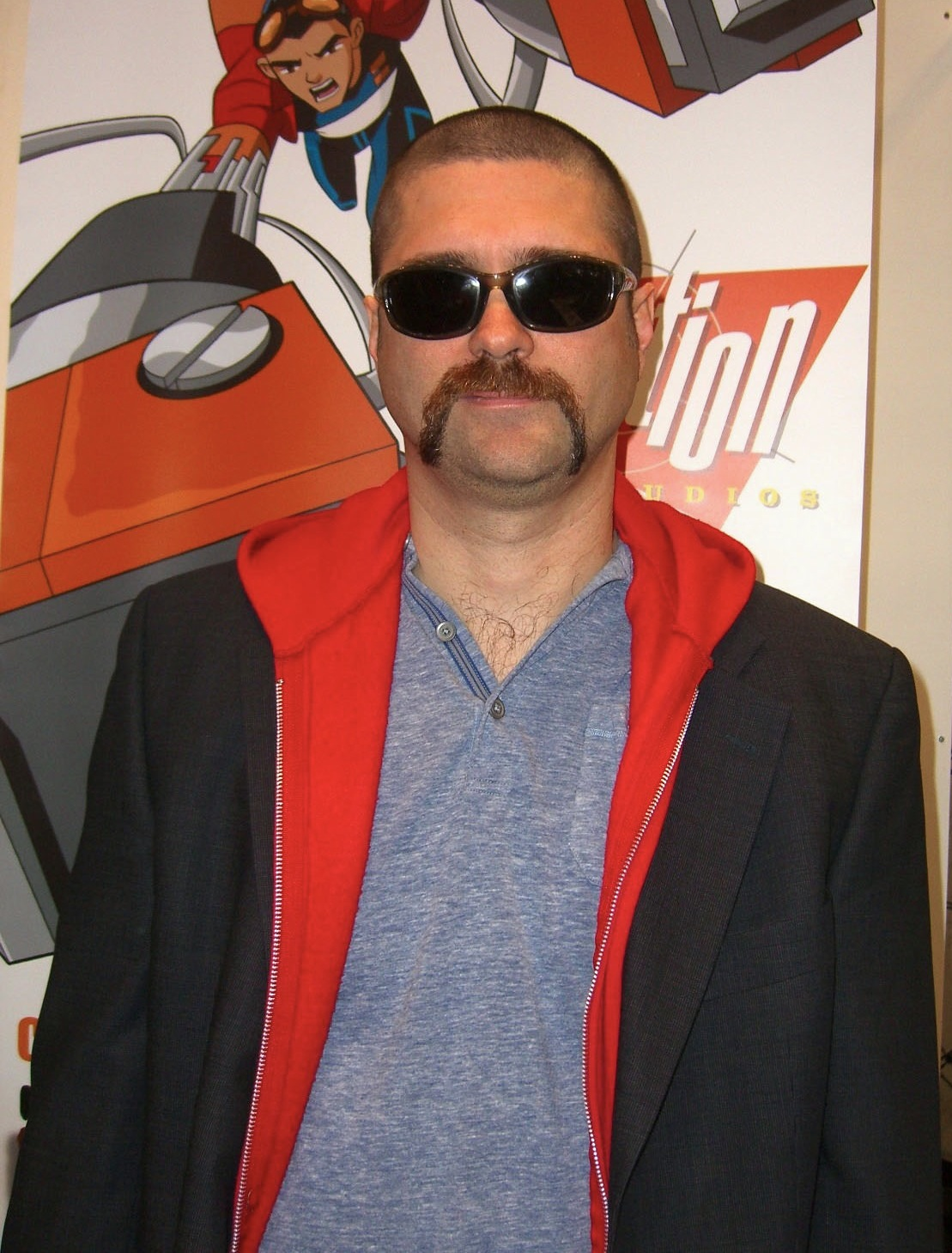
Joe Casey 2012

Joe Casey ist ein US-amerikanischer Comicautor.

## Leben und Arbeit
Casey begann Mitte der 1990er Jahre als hauptberuflicher Comicautor zu arbeiten. Erste Erfolge erreichte er dabei mit der von Marvel Comics veröffentlichten, gleichnamigen Serie um den Antihelden Cable, für die er von 1998 bis 1999 zwanzig Ausgaben verfasste. Danach war er einige Jahre überwiegend für Marvel und für den Verlag Wildstorm tätig.
Für Marvel arbeitete er 1998 bis 1999 The Incredible Hulk und danach in den frühen 2000er Jahren nacheinander an den Serien Deathlok und Uncanny X-Men. Hinzu kamen eine Reihe von One Shots wie Wolverine: Black Rio, Wolverine/Cable: Guts and Glory, Juggernaut: The Eight Day, Heroes Reborn: Masters of Evil und The X-Men In: Life Lessons sowie einige Miniserien wie X-Men: Children of the Atom, Avengers: Earth Mightiest Heroes, Iron Man: The Inevitable und Fantastic Four: First Family. Weitere Arbeiten als Gastautor erfolgten für verschiedene Serien.
Für Wildstorm Publishing verfasste Casey von 2000 bis 2004 zahlreiche Ausgaben der Serie WildC.A.T.s, des Nachfolgetitels WildC.A.T.s 3.0, sowie drei WildC.A.T.s-One-Shots, die unter den Titeln Devil’s Night, Ladytron und Coup D’Etat veröffentlicht wurden. Hinzu kamen die Serien Mister Majestic, Automatic Kafka und The Intimates.
2001 übernahm Casey für DC-Comics den traditionsreichen Science-Fiction-Titel Adventures of Superman, den er knapp drei Jahre lang als Autor betreute. Parallel dazu legte er 2003 eine zweiteilige Miniserie um den Charakter des nächtlichen Rächers Batman vor, die unter dem Titel Batman: Tenses erschien. Weitere Arbeiten verfasste er für Dark Horse Comics, Image Comics und Devil’s Due Publishings.
Gemeinsam mit Joe Kelly, Duncan Rouleau und Steven T. Seagle schuf Casey zudem die Zeichentrickserie Ben 10, die gegenwärtig vom US-Sender Cartoon Network ausgestrahlt wird.